# كبلر-61b
كيبلر 61 بي (بالإنجليزية: Kepler-61b)‏ الذي يرمز له بالرمز KOI-1361.01، هو كوكب خارج المجموعة الشمسية، وأرض هائلة، في كوكبة الدجاجة (كوكبة)، يتبع Kepler-61.

## الاكتشاف
اكتشف في 24 أبريل 2013.